# 1947 au Canada
Pour un article plus général, voir Chronologie du Canada.
Cet article traite des événements qui se sont produits durant l'année 1947 au Canada.

## Événements

### Politique
- 21 novembre : établissement des relations diplomatiques entre le Canada et la Finlande
- 29 décembre : Byron Ingemar Johnson devient premier ministre de la Colombie-Britannique.

### Justice
- 14 mai : la Loi de l'immigration chinoise de 1923 est abrogée.
- Abolition des appels au Conseil privé de Londres (Privy Council) en matière civile.

### Sport
- Jean-Maurice Bailly et René Lecavalier animent à la radio La ligue du vieux poêle. Ils y faisaient surtout des critiques sur le hockey sur glace.
- 1er Match des étoiles de la Ligue nationale de hockey à Toronto.
- Les Maple Leafs de Toronto remporte la Coupe Stanley contre les Canadiens de Montréal.

### Économie

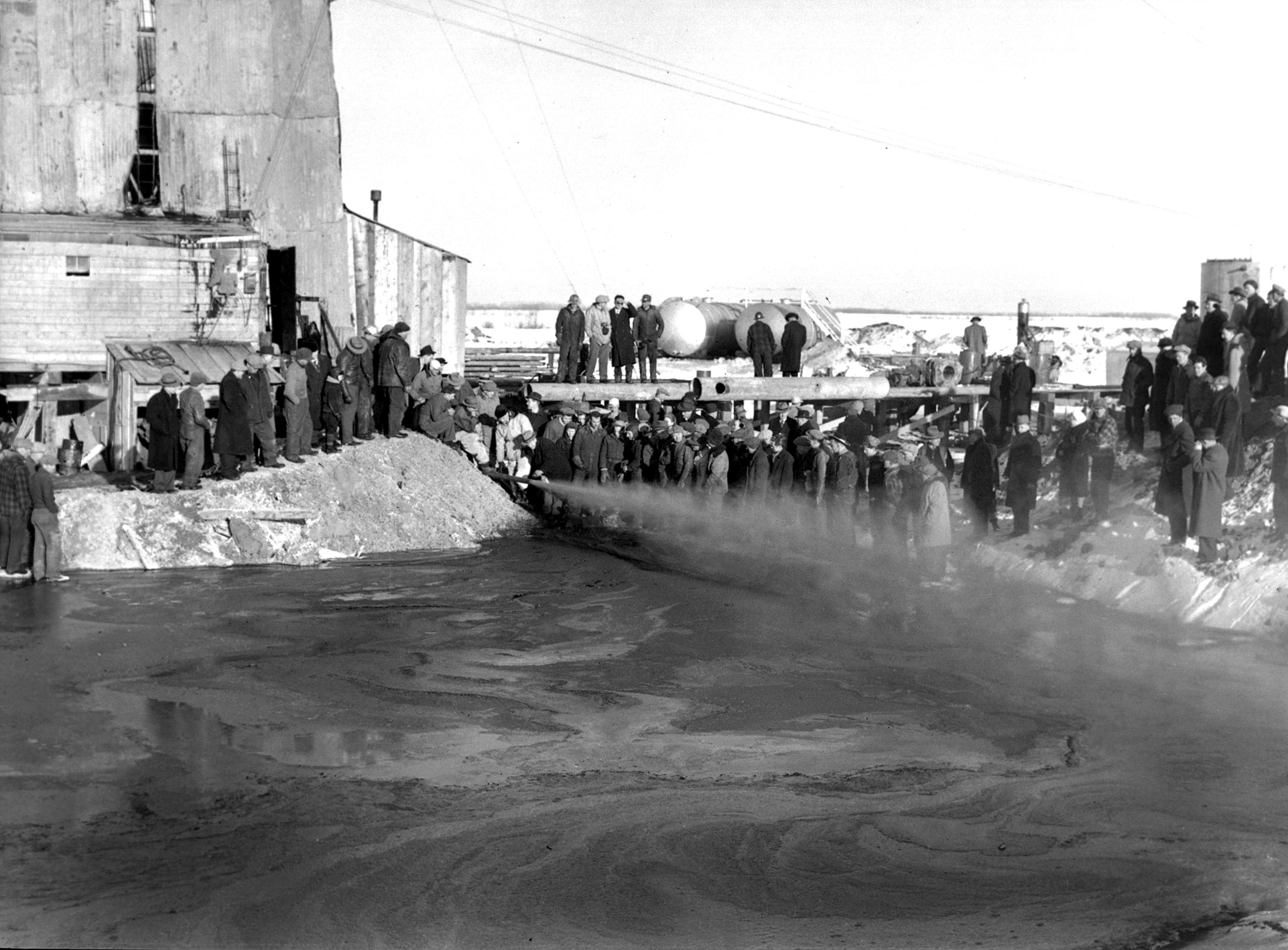
Imperial Leduc No. 1 oil well, Leduc, Alberta (34068645664)

- Découverte d’importants gisements de pétrole à Leduc (Alberta).

### Culture
- Pierre Daignault écrit le roman IXE-13
- Prix du Gouverneur général 1947.

#### Film
- Whispering City

### Religion
- 18 juin au 22 juin : congrès marial d'Ottawa.
- Maurice Roy est nommé archevêque de Québec.

## Naissances
- 5 janvier : Royal Galipeau, homme politique.
- 23 janvier : Clayton Manness, chef du Parti progressiste-conservateur du Manitoba.
- 20 février : Joy Smith, femme politique.
- 27 février`: Wayne Marston, homme politique fédéral.
- 1er mars : Alan Thicke, acteur et compositeur.
- 10 mars : Kim Campbell, première femme à être première ministre du Canada.
- 19 avril : Louise Nolan, actrice franco-ontarienne.
- 12 mai : Michael Ignatieff, chef du Parti libéral du Canada.
- 12 juin : Dave MacKenzie, homme politique.
- 14 juin : Daryl Kramp, homme politique.
- 19 juin : John Ralston Saul, auteur et Président de PEN International.
- 22 juin : Bev Shipley, homme politique fédéral.
- 22 juillet : Bill Matthews, homme politique fédéral provenant de Terre-Neuve-et-Labrador.
- 8 août : Ken Dryden, avocat, auteur, homme politique fédéral et ancien gardien de but de hockey sur glace.
- 30 août : Allan Rock, avocat, ancien homme politique et diplomate.
- 9 septembre : Ujjal Dosanjh, ancienne ministre de la santé de la Colombie-Britannique.
- 21 septembre : Joe Volpe, enseignant et homme politique fédéral.
- 13 octobre : Jon Gerrard, chef du Parti libéral du Manitoba.
- 17 novembre : Inky Mark, homme politique fédéral.
- 22 novembre : Jacques Saada, homme politique fédéral provenant du Québec.
- 26 décembre : Joe Comartin, avocat syndical et homme politique canadien.
- 27 décembre : Mickey Redmond, joueur de hockey sur glace de la Ligue nationale de hockey.

## Décès
- Marcel Dugas, auteur.
- Albert Saint-Martin, militant socialiste.
- 7 janvier : John Alexander Mathieson, premier ministre de l'Île-du-Prince-Édouard.
- 6 février : Henry Marshall Tory, mathématicien.
- 19 mars : Prudence Heward, femme artiste peintre.
- 10 juin : Alexander Bethune, maire de Vancouver.
- 25 juin : William Donald Ross, lieutenant-gouverneur de l'Ontario.
- 26 juin : Richard Bedford Bennett, premier ministre du Canada.
- 14 novembre : Walter Edward Foster, premier ministre du Nouveau-Brunswick.
- 26 novembre : W. E. N. Sinclair, chef du Parti libéral de l'Ontario.
- 28 décembre : Leonard Percy de Wolfe Tilley, premier ministre du Nouveau-Brunswick.